# بيرينجير دوبرول
بيرينجير دوبرول Bérengère Dubrulle (ولدت عام 1965) هي عالمة فيزياء فلكية فرنسية.
تتضمن أبحاثها دراسة الاضطراب والدوامات في ديناميكيات الموائع والديناميكا المائية المغناطيسية، وتطبيقها في نمذجة تكوين الكواكب وتغير المناخ. وهي مديرة الأبحاث في المركز الوطني الفرنسي للبحث العلمي.
حصلت دوبرول على جائزة مدام فيكتور نوري عام 2008 من الأكاديمية الفرنسية للعلوم،  وحصلت على لقب عالمة العام كحاصلة على جائزة إيرين جوليو كوري لعام 2022.  وحصلت على الميدالية البرونزية للمركز الوطني للأبحاث العلمية عام 1993، والميدالية الفضية للمركز الوطني للبحوث العلمية عام 2017. 